# Glenview Hills (Kentucky)
Glenview Hills est une ville américaine située dans le comté de Jefferson, dans le Kentucky. Selon le recensement de 2020, sa population est de 377 habitants.